# John Stuart
John Stuart (n. 25 mai 1713 – d. 10 martie 1792) a fost un politician britanic, prim ministru al Marii Britanii între anii 1762-1763.